# Dirranbandi
Dirranbandi (437 habitants) est un hameau du sud du Queensland en Australie, à 608 km à l'ouest de Brisbane.
Il est situé sur la Castlereagh Highway et la Balonne River.
Son économie repose sur la culture du coton.

## Référence
- Statistiques sur Dirranbandi